# トライアンフ (ジャクソンズのアルバム)
『トライアンフ』（Triumph）は、アメリカ合衆国の兄弟ボーカル・グループ、ジャクソンズが1980年に発表したスタジオ・アルバム。「ジャクソン5」から「ジャクソンズ」へ改名してからは4作目に当たる。

## 背景
前スタジオ・アルバム『デスティニー〜今夜はブギー・ナイト』（1978年）に続くセルフ・プロデュース作品で、キーボードを担当したグレッグ・フィリンゲインズが共同プロデューサーとしてクレジットされた。9曲中6曲ではマイケルが単独でリード・ボーカルを取り、「キャン・ユー・フィール・イット」ではランディ、「ギヴ・イット・アップ」ではマーロン、「ワンダリング・フー」ではジャッキーがマイケルとリード・ボーカルのパートを分け合った。
大部分の曲では、前作に引き続きネイサン・ワッツがベースを弾いた。また、「エヴリバディ」にソングライティングとベースで参加したマイケル・マッキニーは、ワッツの推薦でジャクソンズのツアー・ベーシストに抜擢される。なお、クレジットには記載されていないが、ジェームス・ジェマーソン・ジュニア（ジャクソン5時代の録音に参加したベーシスト、ジェームス・ジェマーソンの息子）も本作のセッションでベースを弾いたという。
「ハートブレイク・ホテル」はエルヴィス・プレスリーの同名異曲とは無関係で、所属レーベルのエピック・レコードのスタッフがクレームを恐れたことから、後に「This Place Hotel」と改題された。マイケルは1988年の自叙伝『ムーンウォーカー』でこの改題問題について「このタイトルは自分で考え付いたものであり、この曲を書いたとき、僕は他のどのアーティストのことも考えなかった」とし、レコード会社が強制的に曲名を改題したことについて「エルヴィスは人種に関係なく音楽業界に重要なアーティストだが、影響を受けたわけではない」と結んだ。この曲のレコーディングには、ジャクソン・ファミリーの1人ラトーヤ・ジャクソンも参加している。

## 反響・評価
母国アメリカではBillboard 200で10位に達し、『ビルボード』のR&Bアルバム・チャートでは、ジャクソンズ名義では初となる1位獲得を果たした。本作はニュージーランドでも大ヒットし、11週トップ50入り（うち4週トップ10入り）して最高8位を記録。
全英アルバムチャートでは16週チャート入りして最高13位に達し、ジャクソンズ名義では初の全英トップ20アルバムとなった。日本では、ジャクソンズ名義では初めてオリコンLPチャートでトップ100入りを果たした。
アンディ・ケルマンはオールミュージックにおいて5点満点中4点を付け、収録曲「キャン・ユー・フィール・イット」に関して「この曲の超自然的でスケールの大きなリズムは、単なるシングル曲という小さなスケールに収まらず、むしろ花火の演目のフィナーレ的だ」と評している。また、『ガーディアン』紙は2007年に選出した「死ぬまでに聴くべきアルバム1000」の一つとして本作を挙げている。

## ツアー
ジャクソンズは1981年7月8日から9月26日にかけて、本作のプロモーション・ツアーで北米の36都市を回り、550万ドルの収益を得た。このツアーでは、当時「Love on a Two-Way Street」をヒットさせていた歌手ステーシー・ラティソーがオープニングアクトを務めた。
「トライアンフ・ツアー」のライヴ録音は、1981年にライヴ・アルバム『ザ・ベスト・ライヴ』として発表された。

## 収録曲
1. キャン・ユー・フィール・イット - "Can You Feel It" (Michael Jackson, Jackie Jackson) - 5:59
2. マイ・ラヴリー・ワン - "Lovely One" (M. Jackson, Randy Jackson) - 4:51
3. ユア・ウェイズ - "Your Ways" (J. Jackson) - 4:31
4. エヴリバディ - "Everybody" (M. Jackson, Tito Jackson, Mike McKinney) - 5:01
5. ハートブレイク・ホテル - "This Place Hotel" (M. Jackson) - 5:44
6. タイム・ウェイツ・フォー・ノー・ワン（時は誰も待たない） - "Time Waits for No One" (J. Jackson, R. Jackson) - 3:24
7. ウォーク・ライト・ナウ - "Walk Right Now" (M. Jackson, J. Jackson, R. Jackson) - 6:28
8. ギヴ・イット・アップ - "Give It Up" (M. Jackson, R. Jackson) - 4:19
9. ワンダリング・フー - "Wondering Who" (J. Jackson, R. Jackson) - 4:18

### 2008年リマスターCDボーナス・トラック
1. ハートブレイク・ホテル（シングル・ヴァージョン） - "This Place Hotel (single version)" (M. Jackson) - 4:52
2. ウォーク・ライト・ナウ（ディスコ・ミックス） - "Walk Right Now (John Luongo Disco Mix)" (M. Jackson, J. Jackson, R. Jackson) - 7:36
3. ウォーク・ライト・ナウ（インストゥルメンタル・ミックス） - "Walk Right Now (John Luongo Instrumental Mix)" (M. Jackson, J. Jackson, R. Jackson) - 6:58

## シングル
本作からのシングルのチャート最高順位を示す。
| タイトル                       | アメリカ・Hot 100 | アメリカ・R&Bシングル | イギリス | オランダ | ニュージーランド |
| ------------------------------ | ----------------- | --------------------- | -------- | -------- | ---------------- |
| マイ・ラヴリー・ワン           | 12位              | 2位                   | 29位     | 14位     | 17位             |
| ハートブレイク・ホテル         | 22位              | 2位                   | 44位     | -        | -                |
| キャン・ユー・フィール・イット | 77位              | 30位                  | 6位      | 3位      | -                |
| ウォーク・ライト・ナウ         | 73位              | 50位                  | 7位      | 32位     | -                |

## 参加ミュージシャン
- マイケル・ジャクソン - リード・ボーカル(all songs)、バッキング・ボーカル、パーカッション、アレンジ
- ティト・ジャクソン - バッキング・ボーカル、ギター、パーカッション
- マーロン・ジャクソン - リード・ボーカル(#8)、バッキング・ボーカル、パーカッション、ティンパニ
- ジャッキー・ジャクソン - リード・ボーカル(#9)、バッキング・ボーカル、パーカッション、アレンジ
- ランディ・ジャクソン - リード・ボーカル(#1)、バッキング・ボーカル、パーカッション、アレンジ

アディショナル・ミュージシャン
- グレッグ・フィリンゲインズ - キーボード(all songs)、シンセサイザー(#7)
- ロニー・フォスター - キーボード(#1, #9)
- デヴィッド・ウィリアムス - ギター(#1, #2, #3, #4, #5, #7, #8, #9)
- マイケル・センベロ - ギター(#2, #5, #8)
- フィル・アップチャーチ - ギター(#3)
- ポール・ジャクソン・ジュニア - ギター(#5)
- グレッグ・ポリー - ギター(#6)
- マイケル・ボディッカー - シンセサイザー(#7, #9)
- ウェブスター・ルイス - シンセサイザー(#7)
- ネイサン・ワッツ - ベース(#1, #2, #3, #5, #7)
- マイケル・マッキニー - ベース(#4)
- クレイ・ドレイトン - ベース(#6, #8)
- オリー・ブラウン - ドラムス(#1, #2, #4, #5, #6, #7, #8, #9)
- パウリーニョ・ダ・コスタ - パーカッション(#2, #3, #5, #6, #7, #8)
- レニー・カストロ - パーカッション(#9)
- ゲイリー・コールマン - ヴィブラフォン(#1, #7, #8)
- ジェリー・ヘイ - ホーン・セクション(#4, #7)、ホーン・アレンジ(#4)、プレリュード・アレンジ(#5)
- キム・ハッチクロフト - ホーン・セクション(#4, #7)
- ビル・ライヒェンバッハ - ホーン・セクション(#4, #7)
- ラリー・ホール - ホーン・セクション(#4, #7)
- ゲイリー・ハービグ - フルート(#7)
- ステファニー・スプリル - クワイア・ディレクター(#1)、バッキング・ボーカル(#5)
- マキシン・ウィラード・ウォーターズ - バッキング・ボーカル(#5)
- ジュリア・ティルマン・ウォーターズ - バッキング・ボーカル(#5)
- ラトーヤ・ジャクソン - スクリーム(#5)
- ジーン・コルソ - サウンド・エフェクト(#5)
- トム・トム84 - ストリングス・アレンジ(#1)、アレンジ(#2, #3)、ホーン・アレンジ(#5)
- ジェリー・ピーターズ - ストリングス・アレンジ(#6, #8)